# Richard Goldstein
Richard Goldstein (* 19. června 1944) je americký novinář a spisovatel. Studoval na Columbia University. Řadu let pracoval pro newyorský týdeník The Village Voice. Jeho redakci opustil roku 2004. Jeho články byly publikovány v řadě dalších periodik, mezi které patří například The New York Times, The Guardian, Los Angeles Times a The Huffington Post. Psal převážně o hudbě, často se také zabýval LGBT tématy. Je také autorem publikace Homocons: The Rise of the Gay Right a označuje se za autora výrazu homocon.

## Dílo
- 1 in 7: Drugs on Campus (1966)
- Words, words, words on Pop censorship (1966)
- Richard Goldstein's The Poetry of Rock (1969)
- US #1: A Paperback Magazine (1969)
- US #2: Back to School Issue (1969)
- US #3: The Roots of Underground Culture (1970)
- Goldstein's Greatest Hits: A Book Mostly About Rock 'n' Roll (1970)
- Reporting the Counterculture (Media and Popular Culture: 5) (1989)
- South Bronx Hall of Fame: Sculpture by John Ahearn and Rigoberto Torres (1992)
- Born on the Street Graffiti
- The Attack Queers: Liberal Society and the Gay Right (2002)
- Homocons: The Rise of the Gay Right (2003)